# Maninha
Maria José Conceição GOMD (Januária, 13 de setembro de 1948), mais conhecida por Maninha, é uma médica e política brasileira filiada ao Partido Socialismo e Liberdade (PSOL). Pelo Partido dos Trabalhadores (PT), foi deputada distrital e federal pelo Distrito Federal.

## Biografia
Nasceu em Januária, Minas Gerais, Filha de José Martins Vieira e Edelzuite Araújo Conceição. Ingressou no curso de medicina da Universidade de Brasília (UnB) em 1967. No ano seguinte, entrou para o movimento estudantil que fazia oposição à Ditadura Civil-Militar. Em 1968, Quando ocorreu a morte do estudante Edson Luís no restaurante Calabouço da UFRJ, participou dos protestos e mobilizações estudantis na UnB. Esses protestos foram reprimidos pelos militares que invadiram a universidade e prenderam mais de quinhentos estudantes, além de provocar a morte de um deles. Maninha foi perseguida e se tornou prisioneira política da Ditadura Civil-Militar.[carece de fontes?]
Formada em medicina na Universidade de Brasília em 1974, ingressou no serviço público como funcionária da Secretaria de Saúde do Distrito Federal em 1977. Foi fundadora e Presidente do Sindicato dos Médicos do Distrito Federal por 12 anos e entrou para o atual Instituto Nacional do Seguro Social (INSS) em 1979. Após o bipartidarismo esteve no Partido Democrático Trabalhista (PDT) e em 1982 tomou assento no Partido dos Trabalhadores (PT), integrando o diretório distrital do partido durante vinte anos. Presente no congresso de fundação da Central Única dos Trabalhadores (CUT), participou da Associação Médica de Brasília e foi Secretária Geral da Federação Nacional dos Médicos. Ligada à esquerda do PT, fez parte da tendência petista Força Socialista.

### Deputada distrital
Nas eleições de 1994, elegeu-se deputada pelo PT. Foi relatora da Comissão Parlamentar de Inquérito (CPI) que investigou a ocupação irregular de terras públicas no Distrito Federal, denominada CPI da Grilagem e também foi relatora da CPI das Drogas no Distrito Federal. Integrou também como membro titular a Comissão de Constituição e Justiça. Afastou-se do mandato legislativo em 1996 para exercer, a convite do então governador Cristovam Buarque (1995–1998), a função de secretária de Saúde. Em sua gestão, a Secretaria de Saúde do Distrito Federal criou o programa Saúde da Família, que mais tarde foi adotado por outros governos.
Deixou secretaria em abril de 1998, a fim de atender às regras de desincompatibilização, e no pleito de outubro foi reeleita deputada distrital. Teve a segunda maior votação ente os deputados distritais, obtendo mais de 24 mil votos. Empossada em fevereiro de 1999, foi primeira-secretária da Câmara Distrital e participou como membro titular da Comissão de Economia, Orçamento e Finanças. Ainda em 1999 tornou-se diretora da União Nacional dos Legislativos Estaduais (Unale).

### Deputada federal
No pleito de 2002 foi eleita deputada federal pelo Distrito Federal na legenda do PT. Assumindo o mandato em fevereiro de 2003, participou como primeira-vice-presidente da Comissão de Relações Exteriores e de Defesa Nacional. Foi também relatora da Comissão Especial da Área de Livre Comércio das Américas (Alca) e membro titular da comissão especial que analisou a proposta de emenda constitucional da reforma da previdência (PEC n° 40). Entre 2000 e 2004, Maninha também presidiu a Confederação Parlamentar das Américas, entidade que congrega parlamentares de todo o continente americano.
Em junho de 2003 manifestou-se contra a reforma da previdência, projeto de interesse do governo Lula e que o PT decidira apoiar. Essa oposição levou à sua destituição da comissão especial pelo líder do PT na Câmara dos Deputados, Nelson Pelegrino. Na votação da reforma, em agosto de 2003, absteve-se no primeiro turno e não compareceu à sessão do segundo turno porque se encontrava no Equador. Essa posição resultou em punições, tendo o Palácio do Planalto demitido seu marido, Antônio Carlos de Andrade, do cargo de secretário-executivo da Fundação Nacional de Saúde (Funasa), e a executiva nacional do PT suspendido suas atividades partidárias por 60 dias.
Em 2004 integrou a corrente petista Ação Popular Socialista (APS) com os deputados Ivan Valente e Edmilson Rodrigues, criada a partir da fusão das tendências de esquerda do PT. Em janeiro de 2005, tornou-se vice-líder do PT na Câmara dos Deputados. Em maio desse ano, quando foi divulgada uma fita de vídeo mostrando o ex-funcionário dos Correios Maurício Marinho negociando propina com empresários interessados em participar de uma licitação, manifestou-se a favor da criação de uma Comissão Parlamentar Mista de Inquérito (CPMI) para investigar os casos de corrupção nos Correios, pedida pela oposição. Em agosto de 2005, deixou a vice-liderança do PT.
Em setembro, devido aos resultados do primeiro turno da disputa pelos cargos da executiva nacional do PT, à derrota de Plínio de Arruda Sampaio, candidato à presidência do partido, e à decisão da APS de deixar o PT, desvinculou-se da agremiação e ingressou no Partido Socialismo e Liberdade (PSOL). Ainda assim, não quebrou com o governo Lula, e permaneceu na base de apoio. Em novembro de 2005, Lula concedeu-lhe a Ordem do Mérito da Defesa no grau de Grande-Oficial.

### Quebra com o PT
De março a junho de 2006 foi vice-líder do PSOL na Câmara dos Deputados, e a partir de agosto assumiu a liderança do partido. Nessa condição, entrou com uma representação no Tribunal Superior Eleitoral (TSE) pedindo a cassação do registro de candidatura do presidente Lula (PT), que concorria à reeleição, sob a acusação de abuso de poder econômico por usar recursos públicos em sua campanha. O pedido foi indeferido pelo TSE.
Exerceu a liderança do partido até outubro, quando disputou a reeleição nas eleições de 2006 na legenda do PSOL. Sem apoio do PT, não foi reeleita e deixou a Câmara em janeiro de 2007, ao final da legislatura. Em sua nova legenda foi candidata a reeleição e tentou duas vezes voltar ao mandato de deputada distrital, mas não obteve sucesso em nenhuma das tentativas devido ao fato do PSOL do Distrito Federal não ter alcançado o quociente eleitoral em 2010 e em 2014.